# 瑟利讷
瑟利讷（法語：Seulline，法語發音：[sœlin]）是法国卡尔瓦多斯省的一个市镇，属于维尔区。该市镇于2016年由原市镇圣乔治多奈和库尔万合并而成。2017年，市镇拉比涅并入瑟利讷。

## 地名
该市镇得名于瑟利讷河，其为流经当地的一条河流，是瑟勒河的支流。

## 地理
瑟利讷（49°2'13"N, 0°40'52"W）面积31.67 平方千米，位于法国诺曼底大区卡爾瓦多斯省，该省份为法国西北部沿海省份，北濒大西洋英吉利海峡，东北与滨海塞纳省以海上边界相接，东临厄尔省，南至奧恩省，西与芒什省接壤。
与瑟利讷接壤的市镇（或旧市镇、城区）包括：卡阿涅、特拉西博卡日、迈松塞勒佩尔韦、隆维莱尔、莱蒙多奈、谢讷河畔迪亚朗。
瑟利讷的时区为UTC+01:00、UTC+02:00（夏令时）。

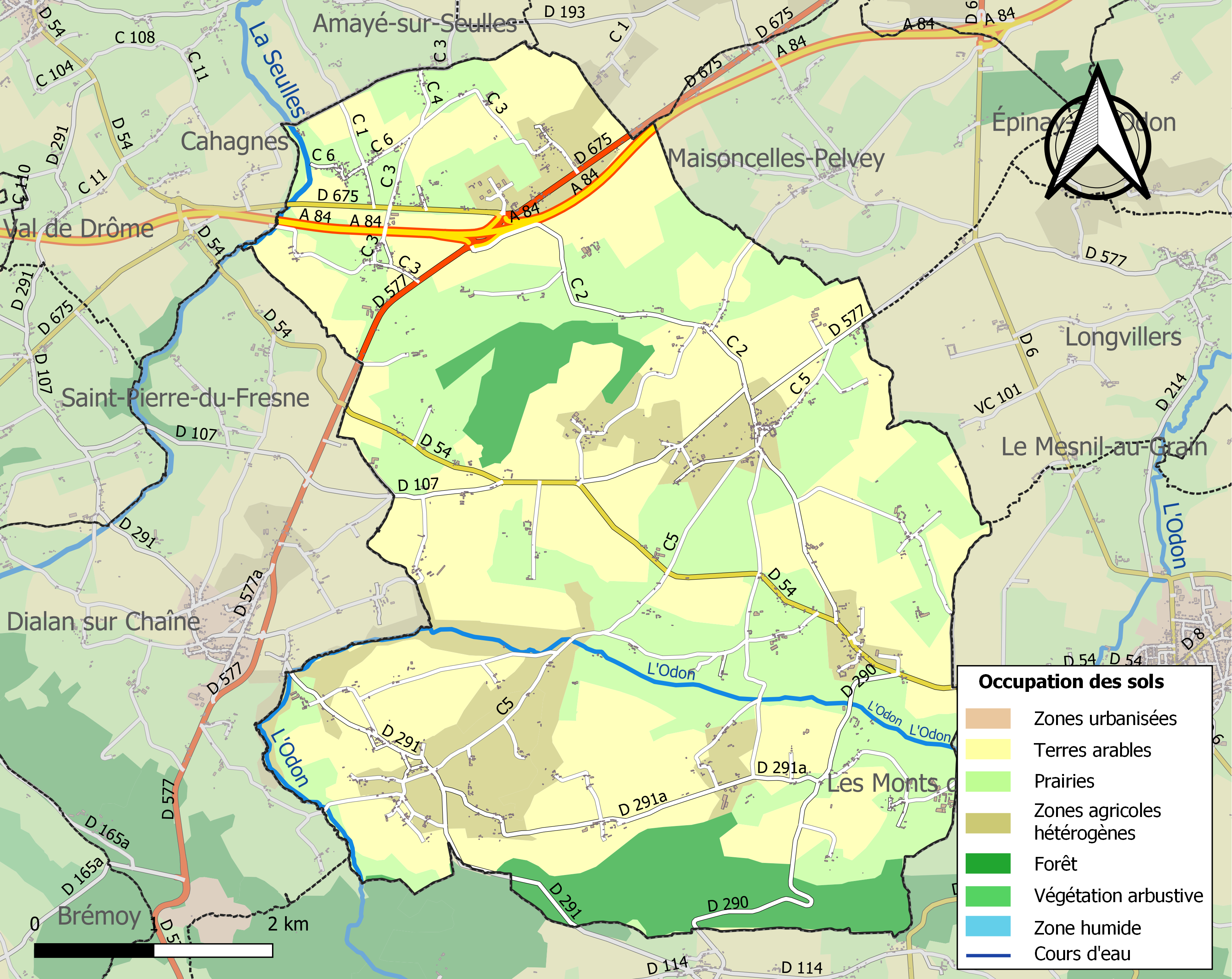
瑟利讷的OSM定位图

## 行政
瑟利讷的邮政编码为14260、14310，INSEE市镇编码为14579。

## 政治
瑟利讷所属的省级选区为莱蒙多奈县。

## 人口
瑟利讷于2022年1月1日时的人口数量为1309人。